# Castlewellan
Castlewellan (irsky Caisleán Uidhilín) je malé venkovské městečko v hrabství Down na jihovýchodě Severního Irska. Severozápadně od města se nachází stejnojmenné jezero a zámek s přilehlým lesoparkem.

## Geografie
Castlewellan leží mezi pohořím Mourne a Dromara Hills s vrcholem Slieve Croob na území chráněné krajinné oblasti Mourne & Slieve Croob AONB (Area of Outstanding Nature Beauty). Castlewellan je od lázeňského města Newcastle na pobřeží Irského moře vzdálen po silnici A50 zhruba 4,5 km směrem na severozápad. Od lesního parku Tollymore (Tollymore Forest Park) na úpatí Mourne Mountains činí vzdálenost po turistické stezce Newcastle Way cca 4 km.

## Historie
Město bylo vybudováno na půdorysu se širokými ulicemi a dvěma náměstími podle návrhu francouzského architekta na základě požadavku hraběte Annesley, který zdejší panství koupil od předchozích majitelů z šlechtického rodu Magennis. Hlavní ulice a náměstí jsou lemovány řadami stromů, zejména kaštanů, což je jev v severoirských městech zcela netypický. Budova staré tržnice, postavené v roce 1764 na horním náměstí, nyní slouží jako městská knihovna.

### Dolly's Brae conflict
V červenci roku 1849 došlo u Castlewellanu ke srážce 1200 -1400 účastníků pochodu příslušníků protestantského Oranžského řádu s místními katolíky a policií. Tato událost je známá v irské historii jako konflikt či bitva na břehu Dolly ("Dolly's Brae conflict" nebo " Battle of Dolly’s Brae").

### Železnice

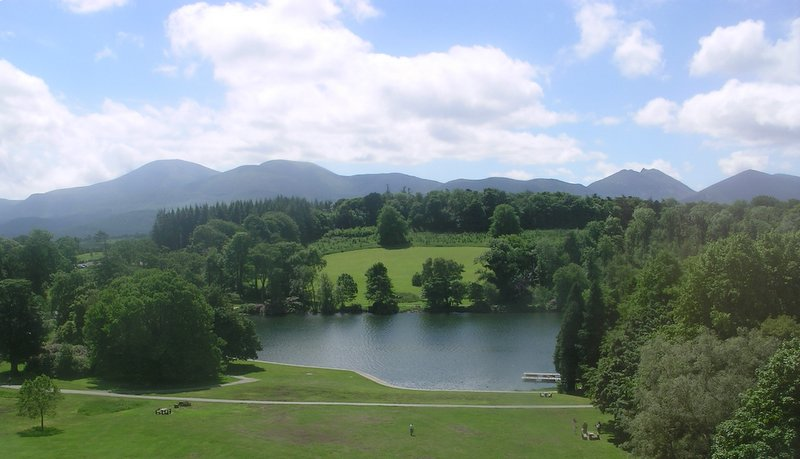
Jezero Castlewellan, v pozadí Mourne Mountains

V roce 1906, kdy zde 23. března bylo otevřeno nádraží, získal Castlewellan železniční spojení s okolními městy a obcemi. Železniční trať, která byla součástí sítě společnosti Great Northern Railway (Ireland), byla zrušena 2. 5. 1955.

### The Troubles
Náboženské a politické konflikty (anglicky The Troubles) v Severním Irsku v druhé polovině 20. století měly své oběti i v Castlewellanu - 6. 1. 1980 zde zahynuli ve věku 18 - 21 let tři mladí příslušníci Ulsterského obranného pluku poté, co jejich vůz najel na minu, nastraženou členy Prozatímní irské republikánské armády. V roce 2009 byl u Castlewellanu nalezen opuštěný vůz s náloží, který byl připraven příslušníky Pokračující Irské republikánské armády pro teroristický útok na britskou vojenskou základnu v Ballykinleru.

## Památky a zajímavosti
- Drumena Cashel - pozůstatky raně křesťanské kamenné pevnosti kruhového tvaru. Památka se nachází cca 3 km jihozápadně od města, mezi Castlewellanem a obcí Kilcoo, východně od umělé vodní nádrže Lough Island Reavy, zhruba 300 m po místní komunikaci směrem na jih od silnice A25 "Dublin Road". Půdorys pevnosti má tvar oválu rozměrech 40 x 32 metrů a její zdi jsou nejméně 3 m široké. Památka, včetně podzemních prostor, byla odkryta při průzkumu v roce 1925 a poté byla částečně rekonstruována.[6][7]
- Legananny Dolmen - dolmen se nachází 4,8 km severně od Castlewellanu na úpatí kopců Dromara Hills.
- Castwellan Castle (zámek Castlewellan) - zámek vybudoval místní šlechtic Richard Annesley, 4. hrabě z Annesley, v letech 1856 - 1858 ve stylu historizujícího tzv. skotského baronského slohu. Zámek, který je postavený u vstupu do arboreta na místě s vyhlídkou na castlewellanské jezero, je využíván jako křesťanské společenské centrum (Christian Conference Centre) a není veřejnosti volně přístupný.[8]
- Piece Maze (bludiště) - nachází se cca 0,5 km vzdušnou čarou od kostela St. Malachy's mezi centrem města a jezerem na území zdejšího lesoparku. Piece Maze v Castlewellanu bylo do roku 2008 největším bludištěm na světě, tvořeným živým plotem.[9] (V roce 2008 jej velikostí překonalo bludiště Pineaple Piece Maze ve Wahiawě na Havaji).[10] V bludišti je 3,147 km stezek, vybudovaných na ploše 1,1 ha. Cesty v bludišti jsou odděleny živým plotem z tisů. Na výsadbě cca 6000 stromů se během prosince roku 2000 podíleli lidé z celého Severního Irska. Bludiště bylo slavnostně otevřeno 17. 9. 2001.[9]
- Castlewellan Forest Park a Slievenaslat - lesopark, zahrady a vrch Slieveanslat s četnými turistickými stezkami.[11][12] Jádrem castlewellanského lesního parku, rozkládajícího se na ploše 450 ha, je Národní arboretum Severního Irska (National Arboretum of Northern Ireland), které bylo založeno v roce 1740. V arboretu se nacházejí stromy, pocházející z několika kontinentů - Asie, Severní a Jižní Ameriky a Australasie. V polovině 19. století byly v parku - krátce po objevení těchto unikátních stromů - vysazeny obří sekvoje. Zahrady byly znovu zpřístupněny veřejnosti v roce 2013.[13]

## Galerie

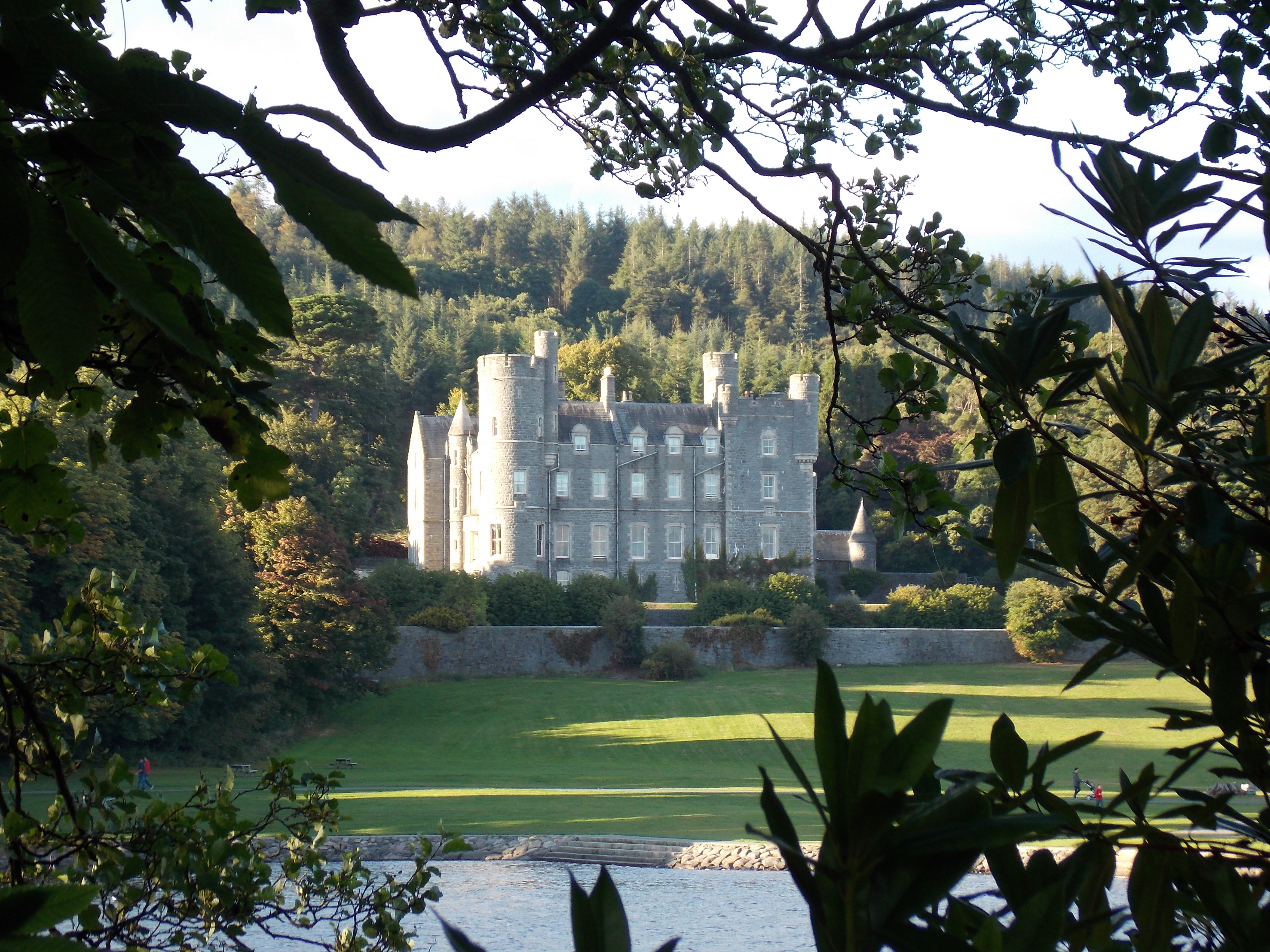
Zámek Castlewellan na břehu jezera
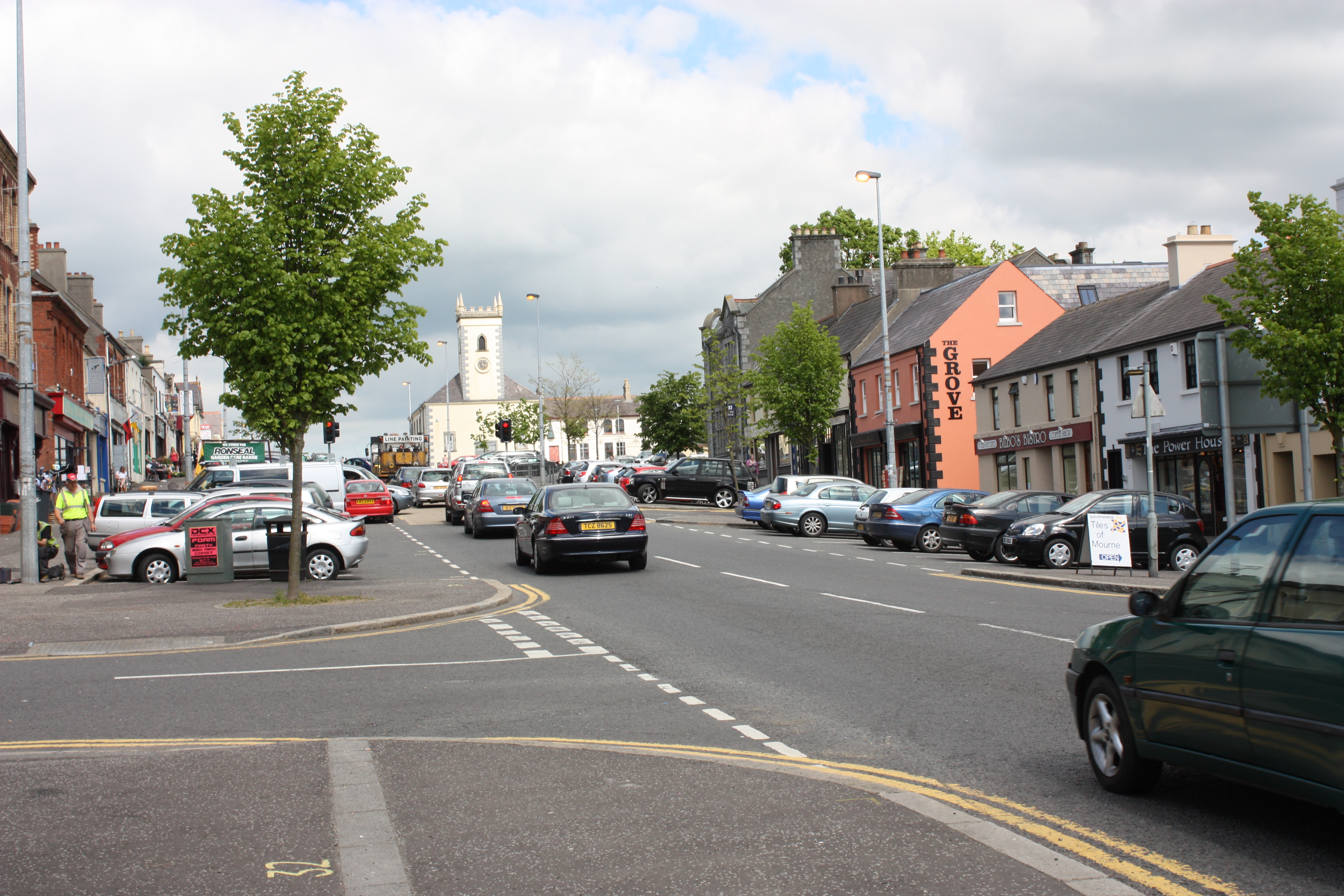
Hlavní ulice (Main Street) v Castlewellanu
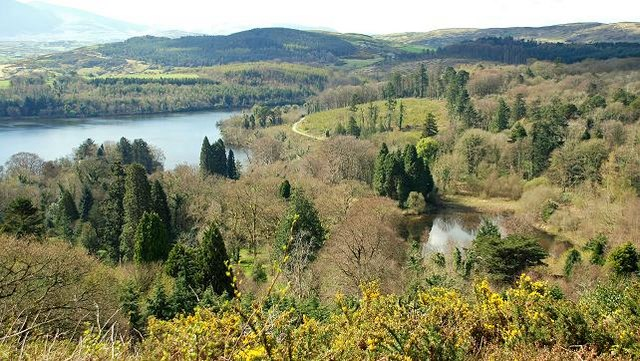
Jezero a okolní lesopark
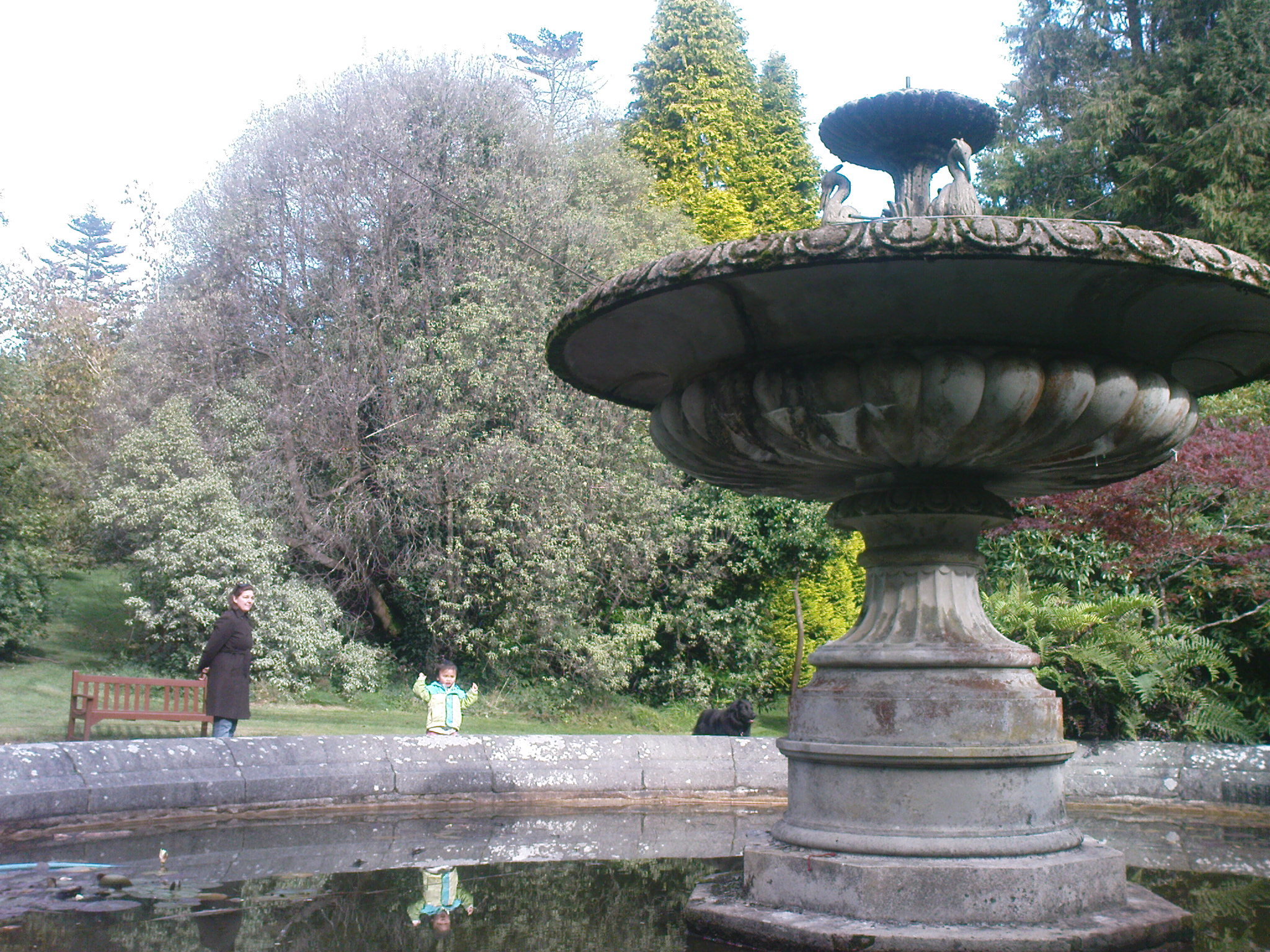
Kašna v zámecké zahradě
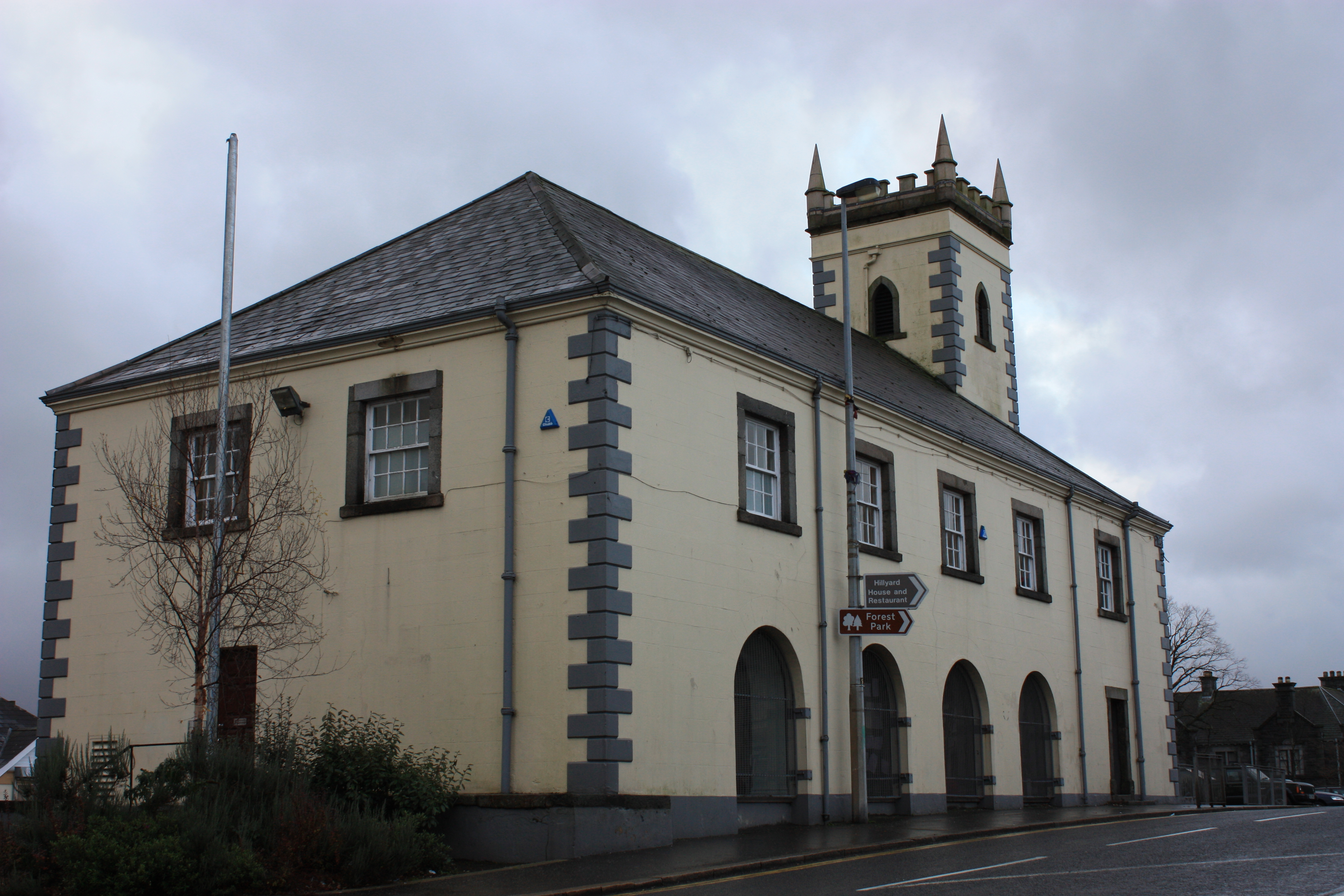
Budova někdejší staré tržnice z 18. století
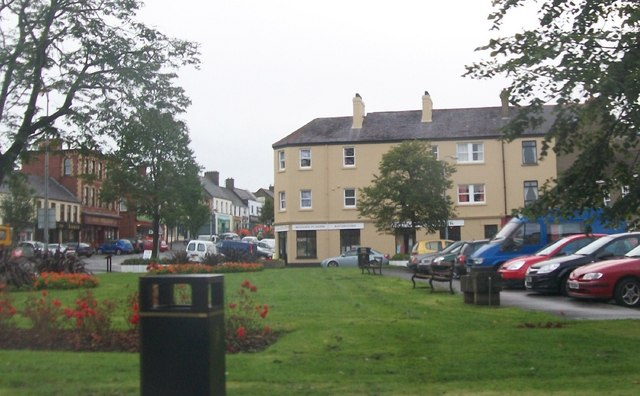
Dolní náměstí v Castlewellanu
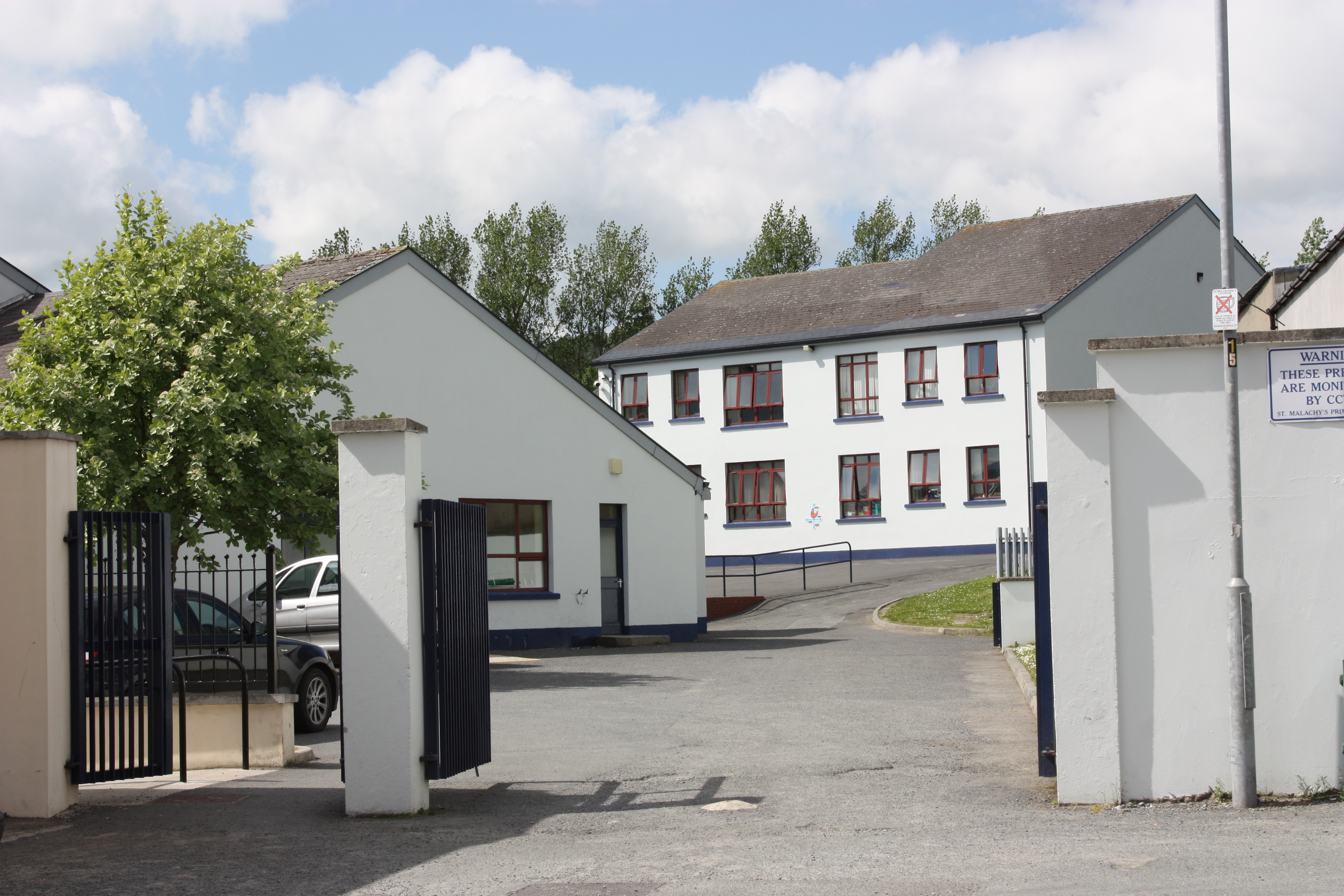
Základní škola svatého Malachiáše
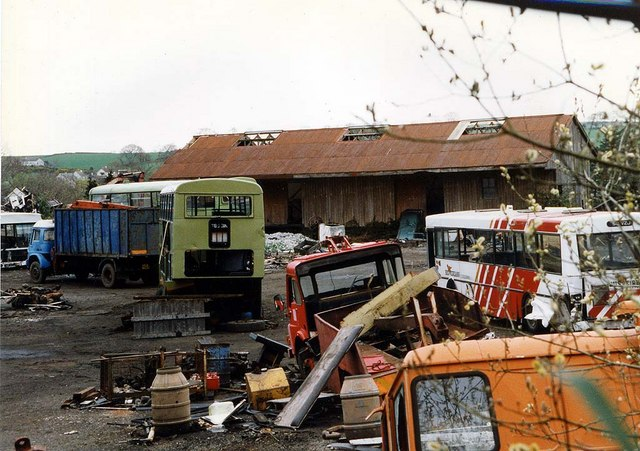
Areál železniční stanice slouží jako sběrný dvůr